# Norfolk County, Ontario
Norfolk County är en kommun (single-tier municipality) i Kanada.   Den ligger i provinsen Ontario, i den sydöstra delen av landet, 500 km sydväst om huvudstaden Ottawa. Norfolk County ligger 235 meter över havet och antalet invånare är 60 847.